# Критериум

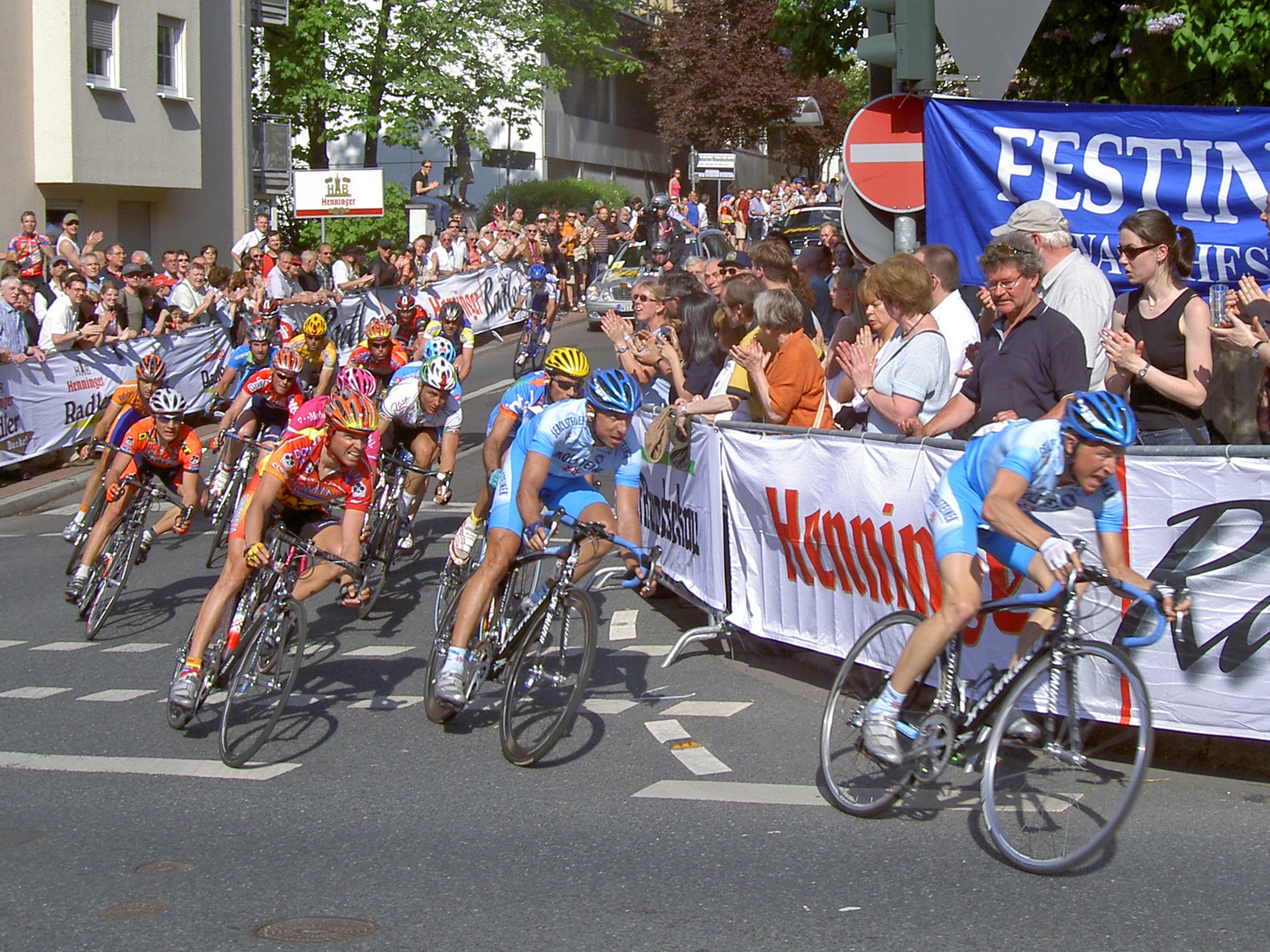
Критериум Rund um den Henninger-Turm

Крите́риум — в шоссейном велоспорте групповая круговая (кольцевая) гонка, как правило по улицам города.
В критериуме длина одного круга, как правило, составляет от одного до трёх километров, количество таких кругов — до пятидесяти. Через определённое количество кругов устраивается промежуточный финиш, где первый пересекший черту гонщик получает 5 очков, второй — 3 очка, третий — 2, четвёртый — 1. Длина круга и количество кругов в гонке может сильно варьировать (к примеру: каждый пятый круг — промежуточный финиш, двадцатый круг (середина гонки) — очки за финиш удваиваются), это определяет оргкомитет гонки и судейство. Таким образом, критериум представляет собой зрелищную динамичную гонку, изобилующую тактическими хитростями, которые видны зрителю, и требующую большой физической выносливости. Критериум напоминает групповую гонку по очкам на треке, только в критериуме может быть как индивидуальный зачет, так и командный, а на треке — только индивидуальный.
Очень часто критериум проводится после окончания какого-либо супер тура в целях рекламы того или иного коммерческого предприятия, проекта, при этом является одним из способов дополнительного заработка для профессионалов.